# 晨歌
《晨歌》（挪威語：Morgenstemning）是一首由挪威作曲家爱德华·格里格創作的樂曲，屬於第1號皮爾金組曲（作品23），為一首為培爾·金特而作的戲劇配樂。樂曲有長笛和雙簧管輪流著演奏。

## 設定
該曲在第四幕第四场描述著日出，當主角在睡覺時不幸地被同伴拋棄了，且又把他的遊艇取走了，留在了摩洛哥的沙漠。該劇以以下句子開頭：
棕櫚樹和金合歡樹在曙光的一片小樹林。培爾·金特在一棵樹上，且利用一個斷開的樹枝來保護自己免受一群類人猿的傷害。
A grove of palms and acacias at dawn. PEER GYNT is up a tree, protecting himself with a broken-off branch from a swarm of apes.
由於該曲被提取出原本的戲劇，該曲作曲家的斯堪的納維亞的背景較沙漠的情景較為突出。

## 外部連結
- Peer Gynt Suite Suite No. 1的免费乐谱，由国际乐谱典藏计划提供